# Hegemó de Tassos
Hegemó (grec antic: Ἡγήμων, llatí: Hegemon) era un poeta còmic de Tasos de la vella comèdia atenesa.
De fet, va ser cèlebre per les seves paròdies, de les quals, segons Aristòtil, era l'inventor. Rebé el malnom de Φακῆ 'llentilla', per la seva afició a aquest menjar. Va viure en temps de la guerra del Peloponès (final del segle v aC i començament del segle iv aC), i era contemporani de Cratí d'Atenes quan aquest ja era vell, i d'Alcibíades.
La seva paròdia més coneguda és la Gigantomachia que s'estava representant a Atenes quan va arribar la notícia del desastre de Siracusa i els espectadors no van manifestar els seus sentiments fins al final de la representació. D'Hegemó es té notícia també la comèdia Φιλινη, de què Ateneu de Nàucratis en conserva un fragment.